# Edwin ap Hywel
Edwin ap Hywel (overleden 954) was een van de zonen van Hywel Dda. Met zijn broers Owain en Rhodri volgde hij zijn vader in 949 op als koning van Deheubarth, maar in Gwynedd grepen de zoons van Idwal Foel de macht.
In 952 kwam het tot een veldslag tussen beide groepen broers, gewonnen door de zonen van Idwal. In 954 kwam het tot een nieuwe veldslag; het resultaat is niet overgeleverd, maar het lijkt waarschijnlijk dat de zonen van Idwal opnieuw wonnen. Edwin overleed hetzelfde jaar, het is onbekend of dit verband houdt met de vijandelijkheden.